# Крукед-Крік (Джорджія)
Крукед-Крік (англ. Crooked Creek) — переписна місцевість (CDP) в США, в окрузі Патнем штату Джорджія. Населення — 685 осіб (2020).

## Географія
Крукед-Крік розташований за координатами 33°15′49″ пн. ш. 83°16′36″ зх. д. / 33.26361° пн. ш. 83.27667° зх. д. (33.263736, -83.276658).  За даними Бюро перепису населення США в 2010 році переписна місцевість мала площу 9,93 км², з яких 8,37 км² — суходіл та 1,56 км² — водойми.

## Демографія
Згідно з переписом 2010 року, у переписній місцевості мешкало 639 осіб у 262 домогосподарствах у складі 201 родини. Густота населення становила 64 особи/км².  Було 470 помешкань (47/км²).
Расовий склад населення:
| - 92,0 % — білих - 6,4 % — чорних або афроамериканців - 0,3 % — корінних американців - 0,3 % — азіатів |

До двох чи більше рас належало 0,8 %. Частка іспаномовних становила 1,4 % від усіх жителів.
За віковим діапазоном населення розподілялося таким чином: 17,5 % — особи молодші 18 років, 62,9 % — особи у віці 18—64 років, 19,6 % — особи у віці 65 років та старші. Медіана віку мешканця становила 47,8 року. На 100 осіб жіночої статі у переписній місцевості припадало 94,8 чоловіків;  на 100 жінок у віці від 18 років та старших — 98,1 чоловіків також старших 18 років.
Середній дохід на одне домашнє господарство  становив 69 228 доларів США (медіана — 61 734), а середній дохід на одну сім'ю — 73 726 доларів (медіана — 61 996). За межею бідності перебувало 19,5 % осіб, у тому числі 41,6 % дітей у віці до 18 років та 6,0 % осіб у віці 65 років та старших.
Цивільне працевлаштоване населення становило 386 осіб. Основні галузі зайнятості: виробництво — 25,4 %, освіта, охорона здоров'я та соціальна допомога — 24,1 %, роздрібна торгівля — 23,6 %.